# Alpha Delta Phi

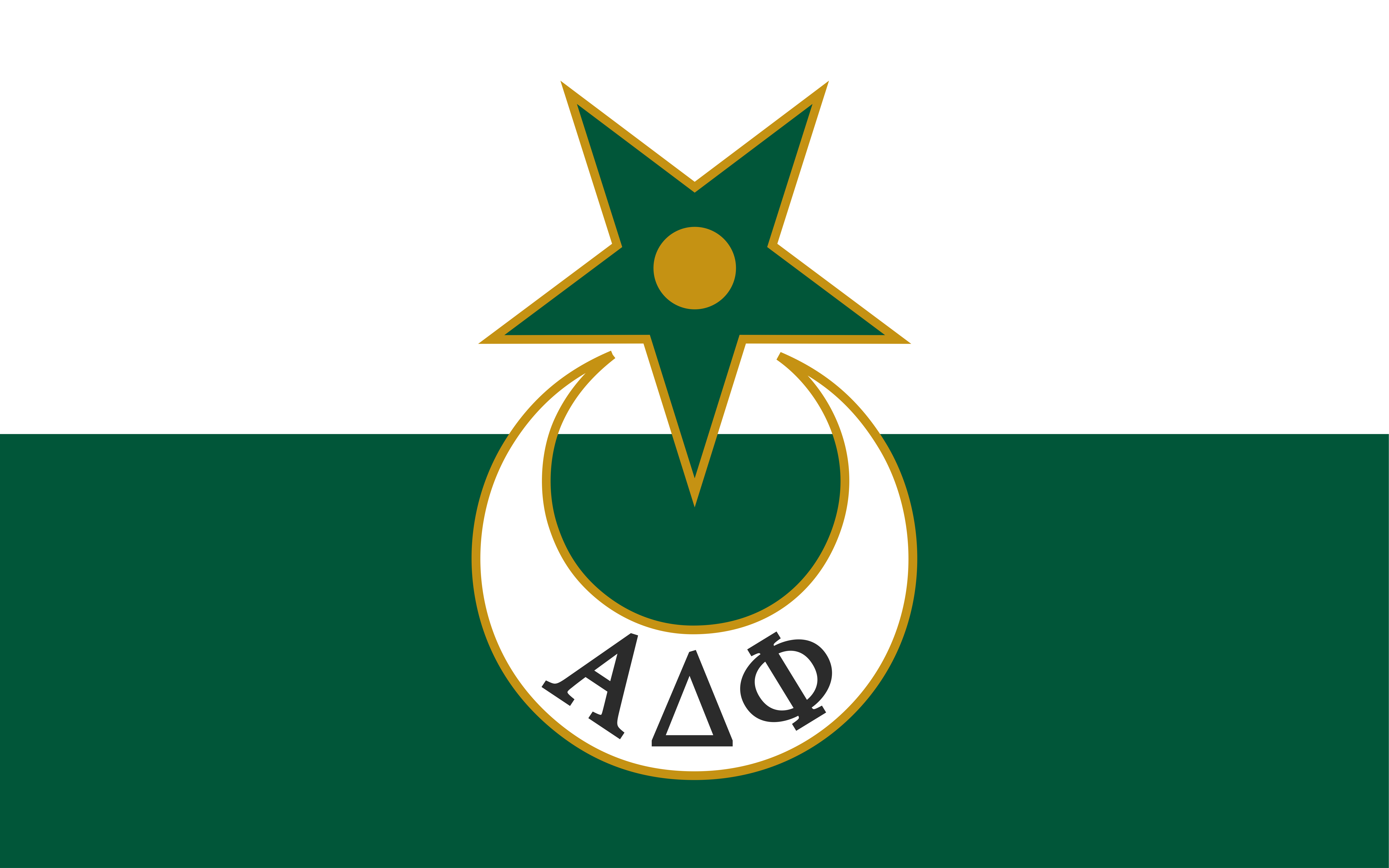
Флаг братства Alpha Delta Phi

Alpha Delta Phi (ΑΔΦ, также известно как Alpha Delt, ADPhi или ADP) — студенческое мужское общество (братство). Включает более 50 000 выпускников, куда входили бывшие президенты и сенаторы США, а также судьи Верховного суда США. В 1992 году из части его отделений была образована Alpha Delta Phi Society — отдельная и независимая организация.
Официальные цвета братства: изумруд —      и жемчуг —     .
Штаб-квартира находится в Миннеаполисе, штат Миннесота.

## История

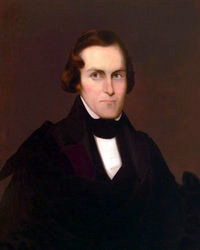
Портрет Сэмюэла Эллса

Когда Сэмюэл Эллс прибыл в кампус Гамильтонского колледжа, он обнаружил там два литературных общества — Phoenix и Philopeuthian, к которым неохотно присоединился. Эллс быстро разочаровался в беспринципной тактике вербовки в обоих обществах и решил создать новое собственное общество, построенное на других принципах. Выбрав некоторых членов вышеуказанных обществ, он решил основать новое с ограниченным членством, основанное на «самых высоких интеллектуальных и моральных идеалах». 29 октября 1832 года Сэмюэл Эллс вместе с четырьмя своими единомышленниками (Lorenzo Latham, John Curtiss Underwood, Oliver Andrew Morse и Henry Lemuel Storrs) организовал встречу в своём кабинете, на которой была написана конституция и разработаны эмблема и символы нового братства. Позже в этом же году в братство добавились другие члены, создав первое из отделений Alpha Delta Phi к началу 1833 года.
Alpha Delta Phi стало первым братством, образовавшим отделение к западу от Аппалачских гор, образов своё отделение в университете Майами в 1835 году. Братство является уставным членом North-American Interfraternity Conference (ранее называлось National Interfraternity Conference, NIC). Член Alpha Delta Phi писатель Гамильтон Райт Мэйби был первым президентом NIC. Братство и в настоящее время является членом NIC. Alpha Delta Phi — это и социальное братство, и литературное общество, в рамках которого Литературно-образовательный фонд Сэмюэля Эллса Архивная копия от 16 января 2022 на Wayback Machine выделяет образовательные гранты и спонсирует ежегодные литературные конкурсы с присуждением денежных премий.

## Деятельность
На август 2015 года братство Alpha Delta Phi состояло из 31 отделения и 3 филиалов, старейший из которых находится в Гамильтонском колледже Гамильтон. Его региональная организация — Midwest Association of Alpha Delta Phi, насчитывает более 125 лет. Братство имеет третье старейшее отделение в североамериканской системе братства, также являющееся вторым старейшим отделением, находящимся в колледже Гамильтона.

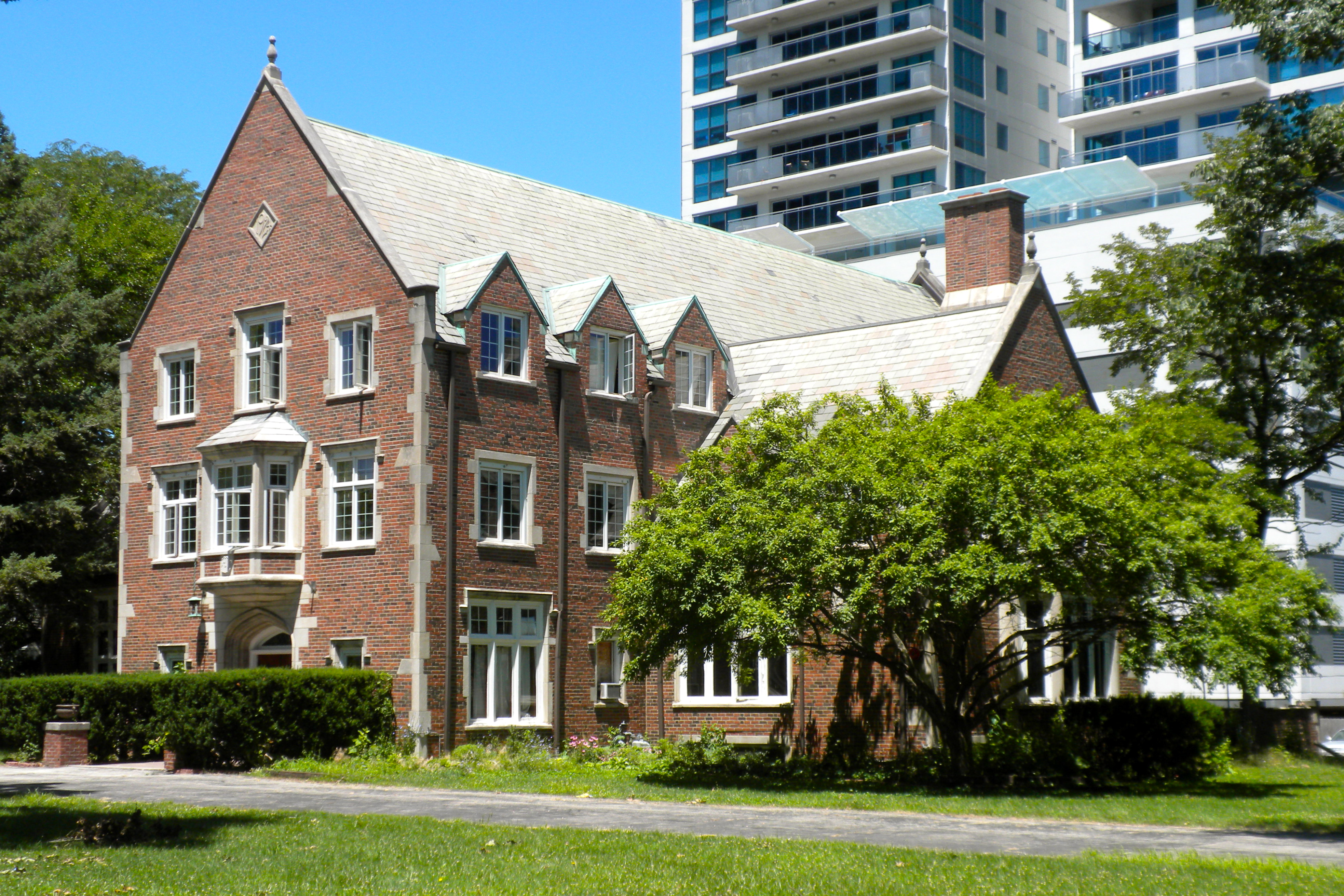
Дом йельского братства

В Йельском университете преимущественно братья Alpha Delta Phi приглашены в высшее университетское сообщество «Череп и кости», из которого было создано тайное «Свиток и ключ». Студенты Гарвардского университета тоже создали отделение Alpha Delta Phi, но вышли из его состава в форме независимого клуба A.D.

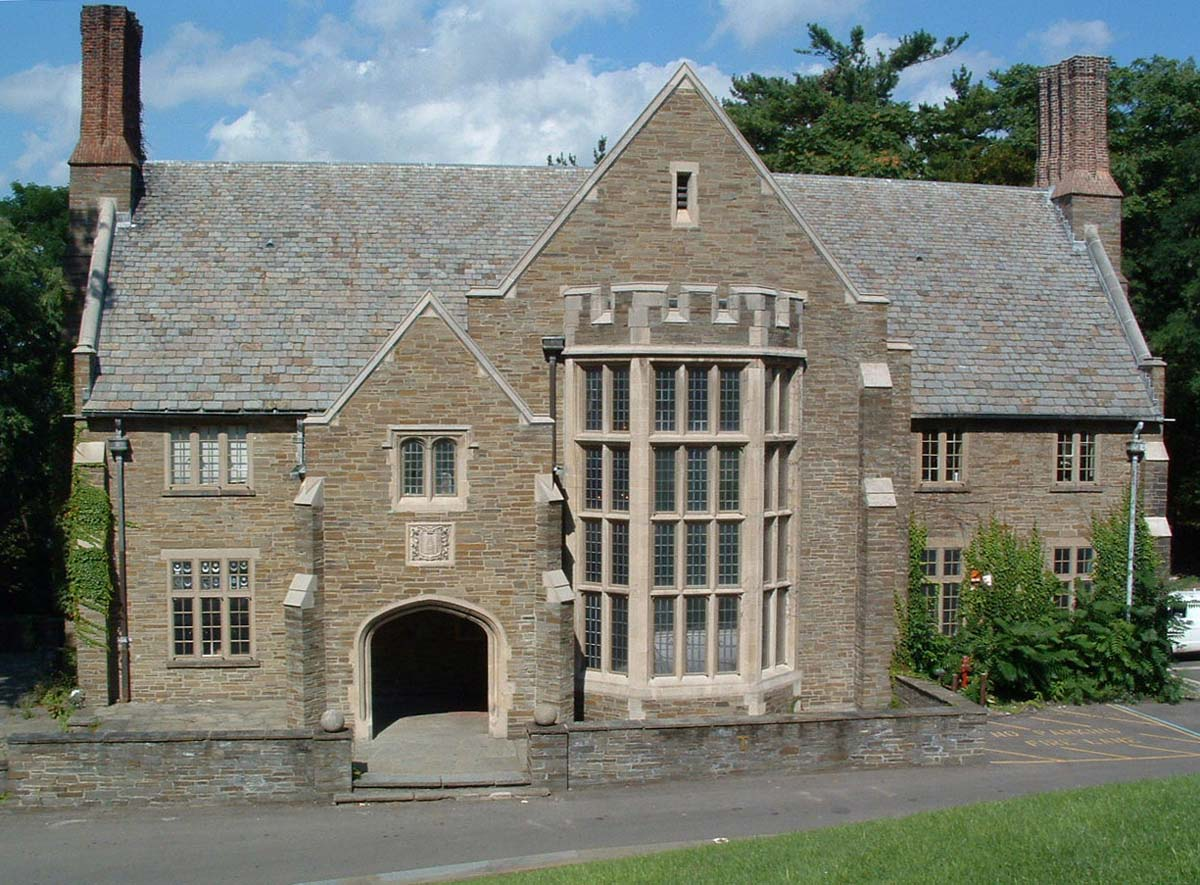
Дом корнеллского братства

В 1877 году группа выпускников Корнеллского университета построила первый дом для студентов, который был описан как «первый дом в Америке, построенный исключительно для использования братством». Финансируемый предпринимателем XIX века Мартином Маквоем (Martin McVoy), он служил братьям до конца века. Затем отделение братства переехало в другое место на территории кампуса — в дом, спроектированный архитектором Расселом Поупом, но первый оригинальный дом отделения, спроектированный и построенный архитектором Уильямом Миллером, все еще существует.
Отделение Дартмутского колледжа Alpha Delta Phi было вдохновителем художественного фильма «Зверинец», 1978 год.

### Alpha Delta Phi Society
В ноябре 1973 года отделение Брауновского университета Alpha Delta Phi впервые предложило женщинам вступить в его члены. На съезде 1974 года решался вопрос: либо разрешить некоторым отделениям принимать женщин, либо сделать это в рамках всего братства. Дискуссия носила спорный характер: большинство отделений выступали против этой идеи, но некоторые выступили за полный прием женщин. В результате большинство настояло на полном запрете женщин в братстве или предоставления им какой-либо формы ассоциированного членства.
В 1992 году на 160-й ежегодной Fraternity's Annual Convention, которая состоялась в Брейнерде, штат Миннесота, в принятом соглашении было разрешено пяти отделениям выйти из братства для создания гендерно-инклюзивной организации, которая стала называться Alpha Delta Phi Society. 12 августа 2017 года на 185-м ежегодном съезде братства, состоявшемся в Миннеаполисе, штат Миннесота, братство и общество заключили новое соглашение, которое заменило соглашение 1992 года о правах и полномочиях обеих организаций.